# Groß Vielen

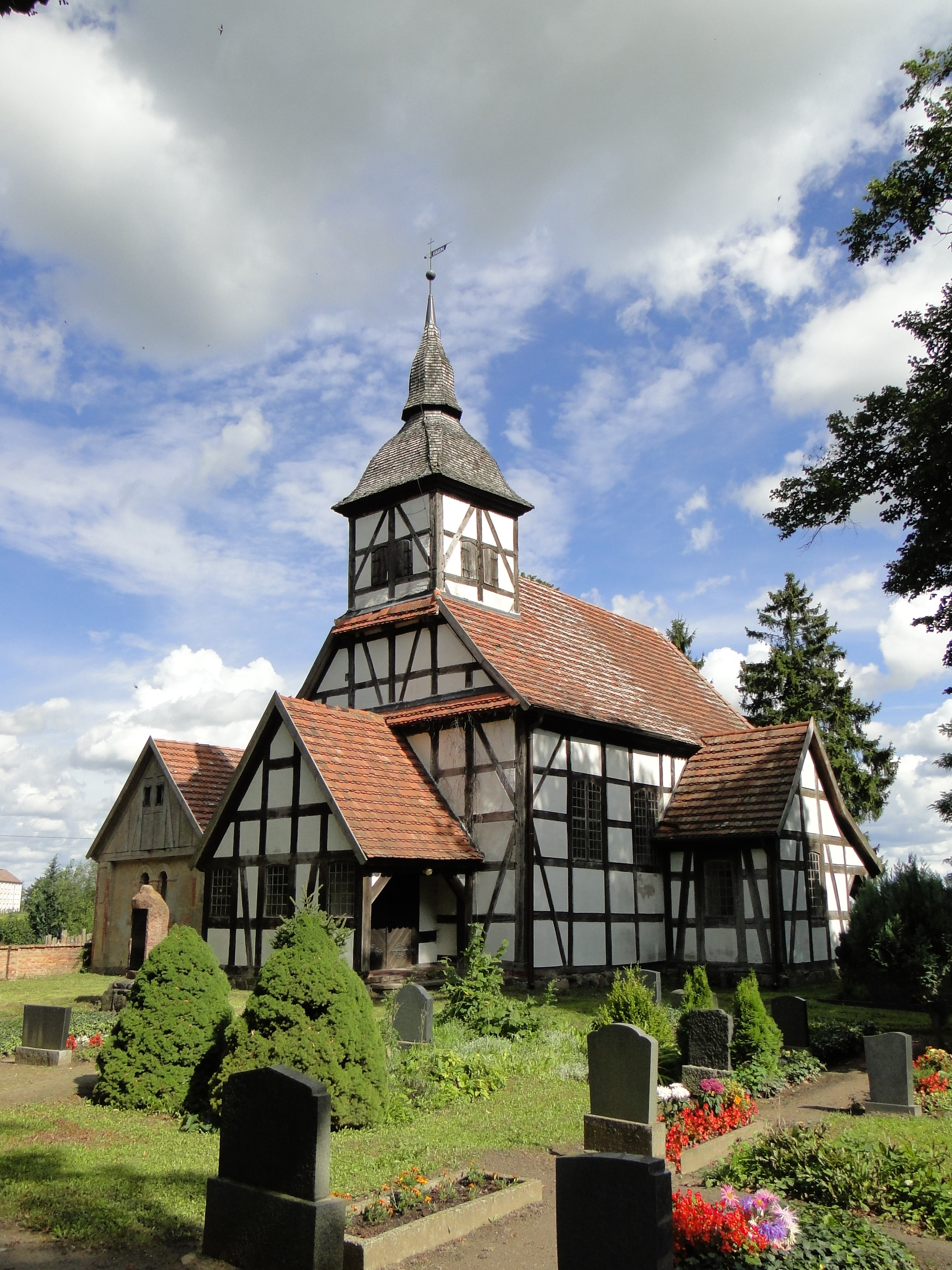
Fachwerkkirche in Groß Vielen

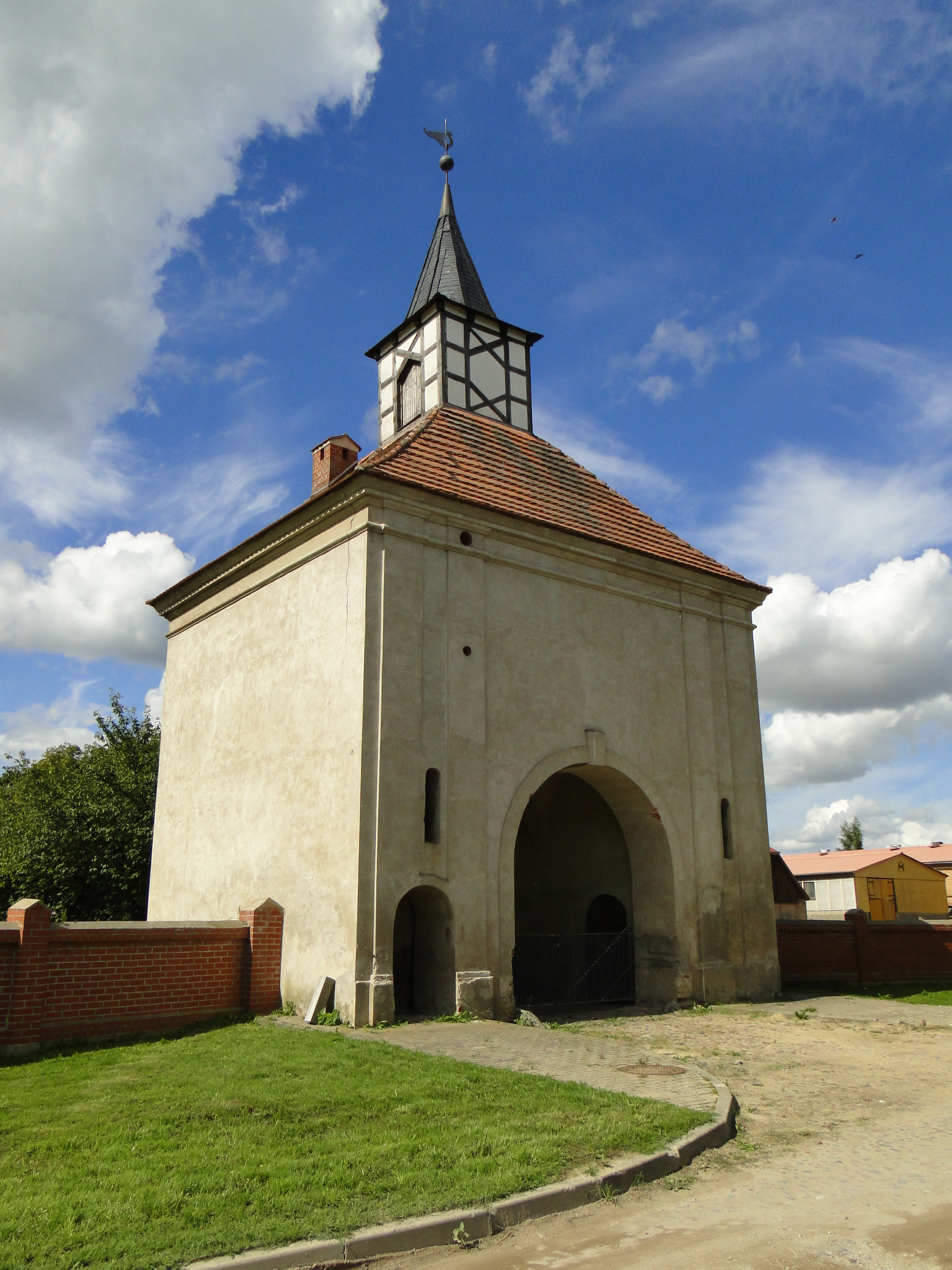
Torhaus des Gutshofes Groß Vielen

Groß Vielen ist ein Ortsteil der Stadt Penzlin im Landkreis Mecklenburgische Seenplatte in Mecklenburg-Vorpommern (Deutschland). In der bis zum 7. Juni 2009 selbständigen Gemeinde Groß Vielen lebten 357 Einwohner (31. Dezember 2007) auf 13,29 km². Letzte ehrenamtliche Bürgermeisterin Groß Vielens war Ingeborg Heller.

## Geografie
Groß Vielen liegt in der Mecklenburgischen Seenplatte, zwischen Tollensesee und Müritz am Rande das Müritz-Nationalparks. Das Gebiet um Groß Vielen ist durch Felder, Wälder und Seen gekennzeichnet (Klein Vielener See). Der Stadtkern Penzlins ist nur vier Kilometer von Groß Vielen entfernt. Zur Gemeinde Groß Vielen gehörte der Ortsteil Zahren.

## Geschichte
Der Ort ist slawischen Ursprungs, Vielen könnte sich vom altslawischen Lokator Velim ableiten, also „Ort des Velim“.
Das ehemalige Gutsdorf taucht 1170 als Groten Vylim erstmals in einer Urkunde auf. Die Familien von Peccatel,
von Holstein und Oertzen gehörten zur langen Reihe der Besitzer des Gutes; seit 1883 die Familie Wenck. Diese schied 1945 durch Freitod aus dem Leben. Es entstand ein Volkseigenes Gut. Das Herrenhaus von 1905 ist verlassen (2010), die Gutsgebäude werden teilweise bewirtschaftet (Pferdezucht). Ein großes Torhaus wurde 1740 erbaut und 1882 erneuert.

## Sehenswürdigkeiten
- denkmalgeschützte Fachwerkkirche, erbaut 1774. Die Glocke stammt aus dem 14. oder 15. Jahrhundert.
- rekonstruiertes Gutshaus im Ortsteil Zahren (heute eine therapeutische Einrichtung des Blauen Kreuzes)

## Wirtschaft und Infrastruktur
Die Landwirtschaft prägt auch heute den Ort, die Flächen werden von Familienbetrieben bewirtschaftet. In Groß Vielen ist eine Zweigstelle des Landgestüts Redefin ansässig.
Groß Vielen liegt an der Landesstraße von Penzlin nach Ankershagen. Die Bundesstraße 192 und die Bundesstraße 193 führen nördlich und östlich am Ort vorbei. Die nächsten größeren Bahnhöfe befinden sich in Neubrandenburg und Neustrelitz.

## Vereine
- Reit- und Fahrverein Groß Vielen, der das jährliche Flutlichtspringen im Sommer sowie die Fuchsjagd im Herbst veranstaltet.

## Persönlichkeiten

### Söhne und Töchter des Ortes
- Hermann Haack (1876–1967), Verwaltungsjurist und Politiker

### Sonstige Persönlichkeiten
- Ernst Theodor Johann Brückner (* 13. September 1746 in Neetzka; † 29. Mai 1805 in Neubrandenburg), Theologe und Schriftsteller, von 1771 bis 1789 Pastor in Groß Vielen, Förderer von Johann Heinrich Voß und auswärtiges Mitglied des Göttinger Hainbundes.